# 渡辺猶人
渡辺 猶人（わたなべ なおと、1840年12月29日（天保11年12月6日） - 1908年（明治41年）6月3日）は、日本の実業家、政治家。衆議院議員。

## 来歴
信濃国伊那郡飯田城下に飯田藩士の長男として生まれる。江戸に出て安井息軒に入門し、谷干城らと交誼を結ぶ。帰藩後は父が督学を務めていた藩の文学所の補佐を務めた。明治維新後は大宮神社祠宮を経て、長野県官吏となり、第19大学区第4小区戸長や学区取締などを務め、1882年（明治15年）に下伊那郡長、翌1883年（明治16年）に更級郡・埴科郡長に任命された。1889年（明治22年）に飯田町会議員、1891年（明治24年）に下伊那郡会議員になった。同年7月22日に飯田町長となった。1895年（明治28年）に長野県会議員となり、1898年（明治31年）に第6回衆議院議員総選挙に当選した。町議時代には条約改正問題に反対し、大隈重信外相に建白書を提出した。
実業界にも進出し、協同社社長、下伊那元結社長、南信新聞社重役などを歴任した。